# Brandeburgo sulla Havel
Brandeburgo sulla Havel (in tedesco Brandenburg an der Havel, in basso tedesco Brannenborg an de Havel) è una città extracircondariale (targa BRB) tedesca di 73 921 abitanti.
Nel medioevo diede il nome alla regione circostante, detta Marca di Brandeburgo, e successivamente al Land del Brandeburgo, a cui appartiene (ma è non la capitale).
Anche la notissima Porta di Brandeburgo, a Berlino, prende nome dalla città.

## Geografia fisica
Brandeburgo sulla Havel si trova nel Brandeburgo occidentale, a circa 70 km ad ovest di Berlino. La città sorge lungo le sponde del fiume Havel che, proprio quando raggiunge il centro cittadino, si divide in diversi rami formando così alcune isole. Brandeburgo è l'approdo più importante che s'incontra percorrendo il fiume da Potsdam e Havelberg, dove l'Havel sfocia nell'Elba.

## Storia

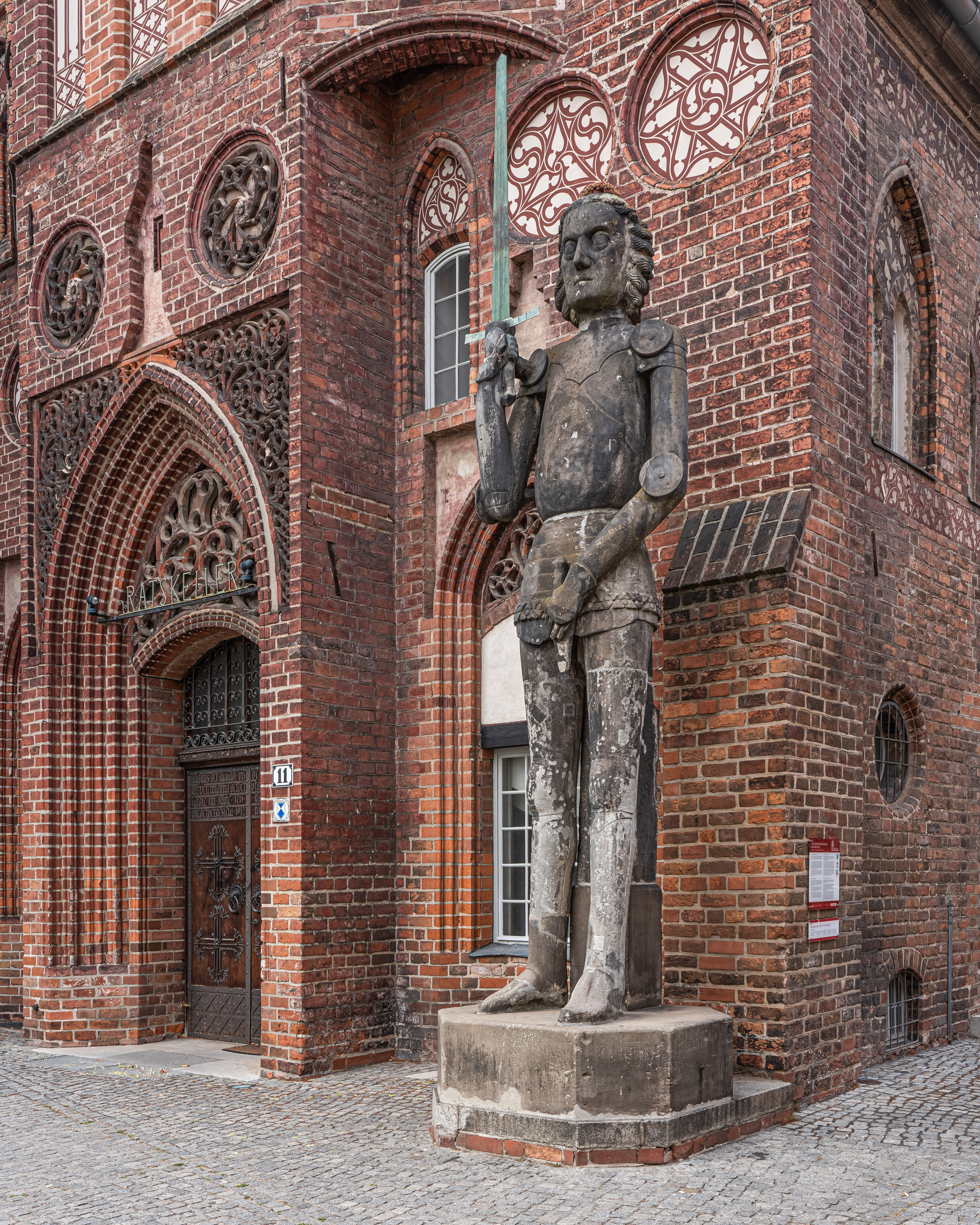
Orlando posto all'ingresso del municipio

Il castello di Brandeburgo era in origine una fortezza di una tribù slava e fu conquistato nel 929 dal re Enrico l'Uccellatore a seguito della battaglia di Lenzen.
La città rimase tedesca fino al 983, quando vi fu una ribellione da parte degli abitanti slavi che spazzò via la marca del Nord; per i successivi 170 anni rimase sotto il controllo della tribù slava degli Evelli.
L'ultimo principe slavo, Pribislaw, morì nel 1150 e lasciò le sue terre in eredità al principe tedesco Alberto l'Orso, che fondò la marca del Brandeburgo. La città rimase per secoli divisa in tre differenti zone, ovvero tre isole, divise dalla Havel: la Città vecchia, Città nuova e il Distretto delle cattedrali. Iniziò un periodo di fioritura dei commerci e delle manifatture, nel 1314 entrò nella Lega anseatica, che terminò dopo la Guerra dei Trent'anni, Brandeburgo venne infatti distrutta e per di più la corte lasciò la città per Potsdam, che divenne la nuova capitale della Marca. Nel XIX secolo la città divenne un importante centro industriale dell'Impero tedesco, ma venne pressoché rasa al suolo durante la seconda guerra mondiale. In un sobborgo di Brandeburgo i Nazisti crearono una prigione dove venivano rinchiusi persone con disturbi mentali, che venivano successivamente eliminate. Lì è morto martire anche beato Franz Jägerstätter, che a causa della sua profonda fede cattolica ha rifiutato di combattere per la Germania nazista e giurare la fedeltà a Hitler. Dopo la caduta del Muro di Berlino, la popolazione, in particolar modo quella giovanile, è emigrata dalla città, il cui futuro rimane incerto.
Il 20 settembre 1993 vennero annessi alla città il soppresso comune di Klein Kreutz e la località Mahlenzien del comune di Viesen. Il 24 marzo 2003 seguirono i comuni di Gollwitz e Wust.

## Società

### Evoluzione demografica
Abitanti

## Architetture

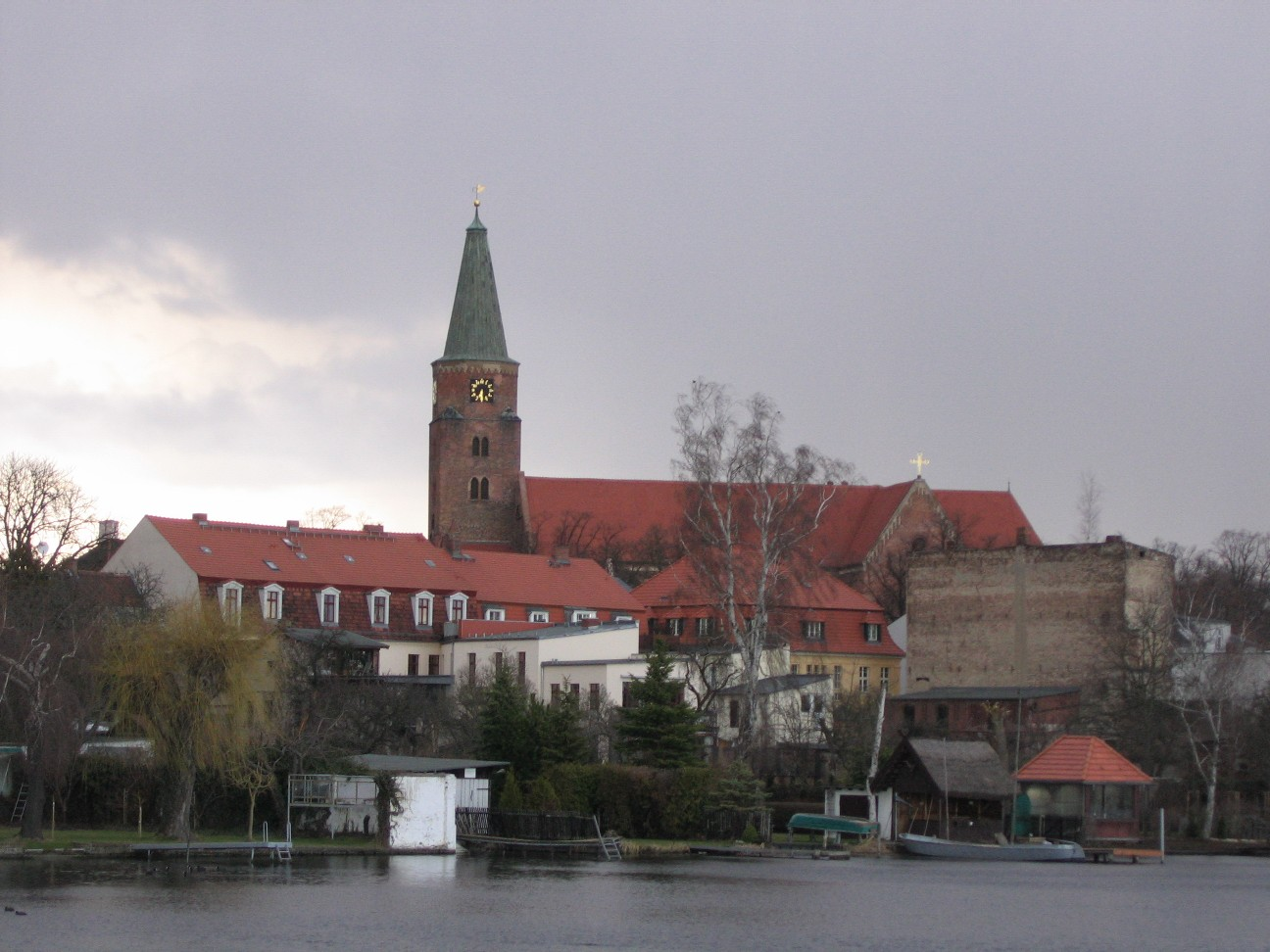
Il Duomo di Brandeburgo

Il centro storico della città è la cosiddetta Dominsel (Isola della cattedrale), qui vi sono i monumenti più importanti.

### Duomo
Su tutti il  Dom St. Peter und Paul  (Cattedrale di San Pietro e San Paolo), un'imponente basilica romanica in mattoni. Altra chiesa di notevole importanza è la Katharinenkirche (Chiesa di Santa Caterina), in stile Gotico baltico, edificata alla fine del 1300, venne nel corso del tempo ampliata e nel 1585 venne aggiunta la torre campanaria.

### Municipio

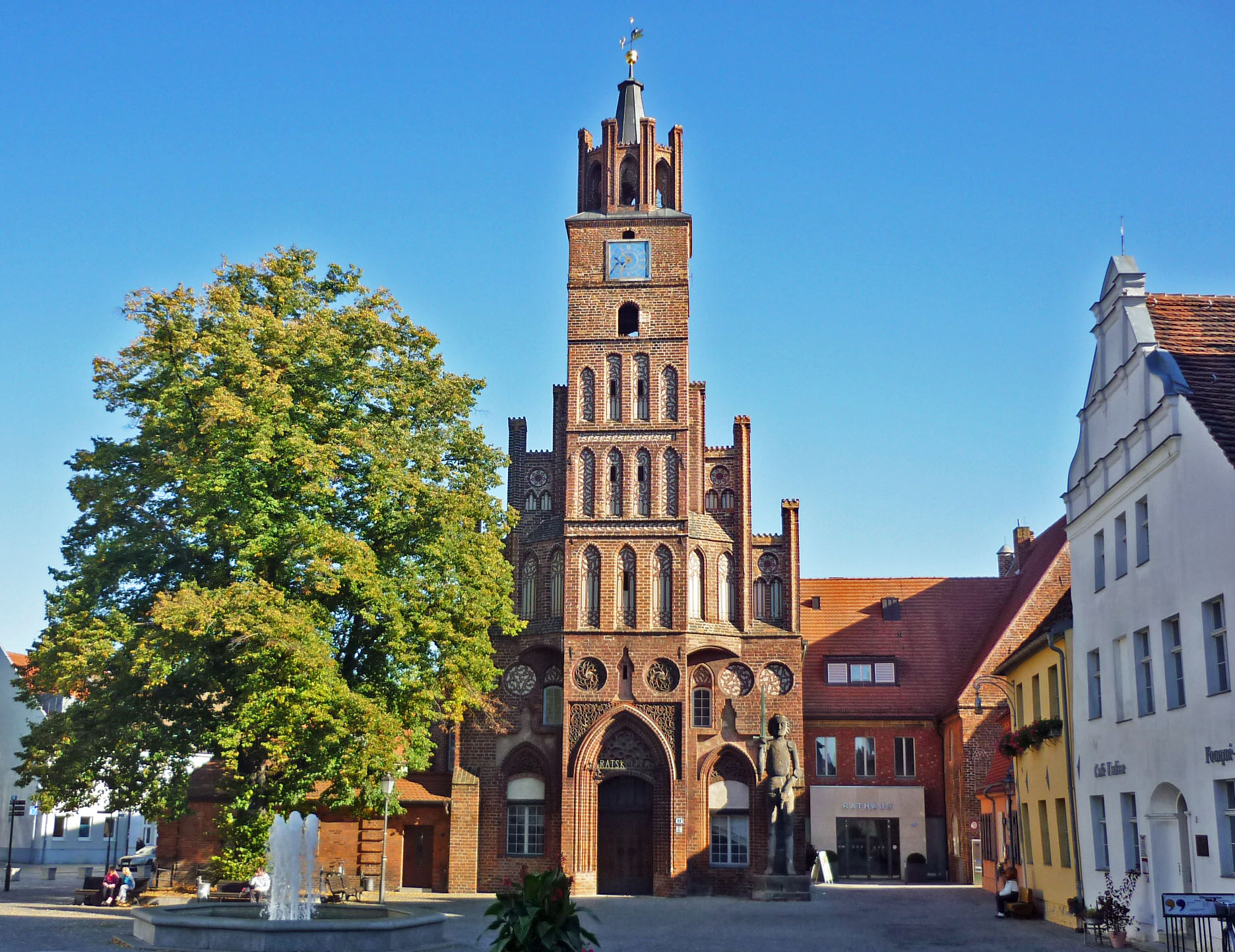
L'Altstädtische Rathaus

Davanti all'Altstädtische Rathaus, il vecchio municipio, un edificio in stile tardo-gotico, vi è una statua in pietra, datata 1474, del paladino Orlando alta 5,35 metri. Delle antiche mura medioevali rimangono alcuni resti e quattro torri, la Steintorturm, la Mühlentorturm, la Rathenower Torturm e la Plauer Torturm.

## Geografia antropica

### Suddivisioni amministrative
Appartengono alla città di Brandeburgo sulla Havel le frazioni (Ortsteil) di Göttin, Gollwitz, Kirchmöser, Klein Kreutz/Saaringen, Mahlenzien, Plaue, Schmerzke e Wust.

## Amministrazione

### Gemellaggi
Brandeburgo è gemellata con:
- Ivry-sur-Seine, dal 1963
- Kaiserslautern, dal 1988
- Magnitogorsk, dal 1989

## Galleria d'immagini

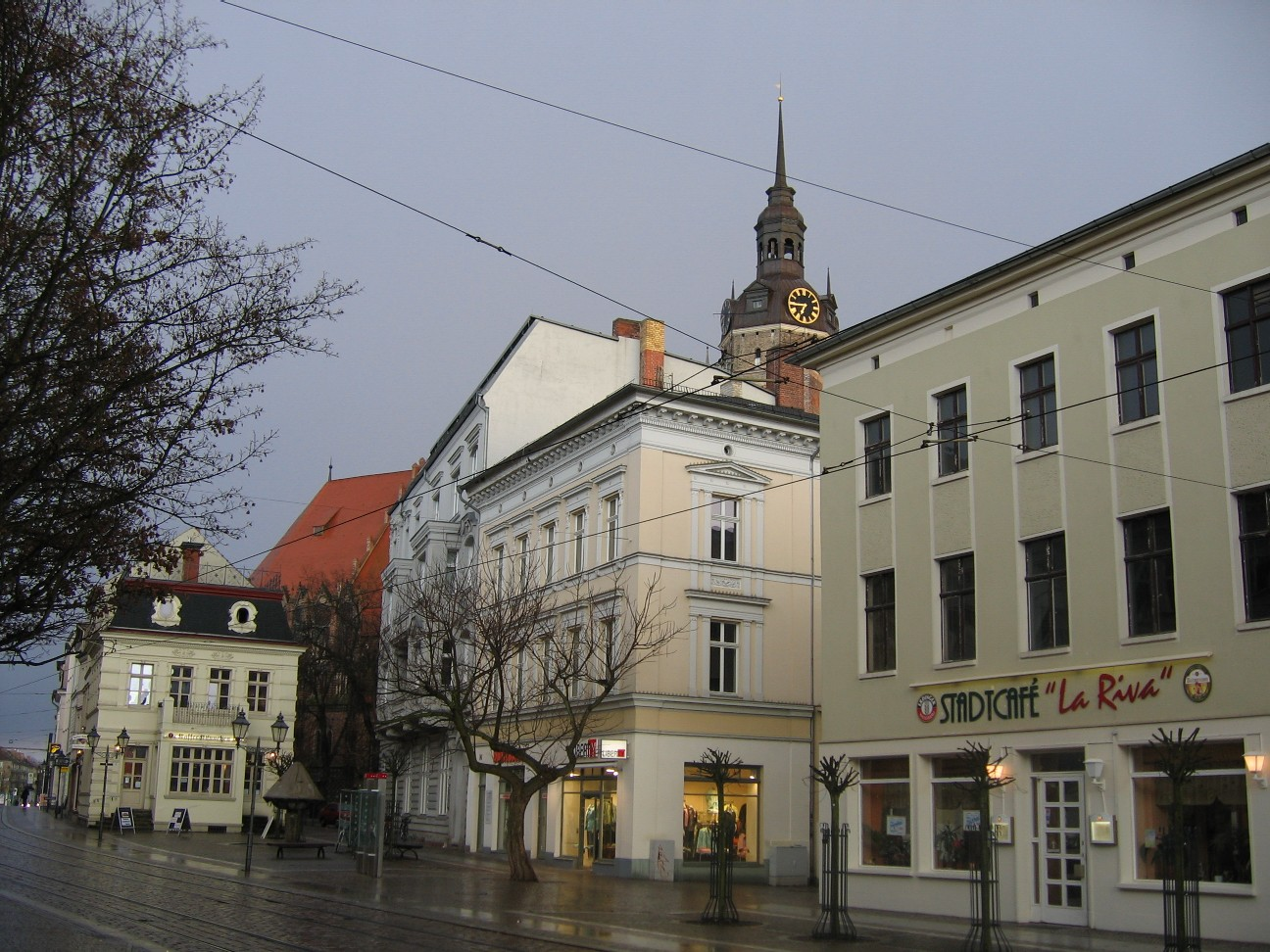
Centro cittadino.
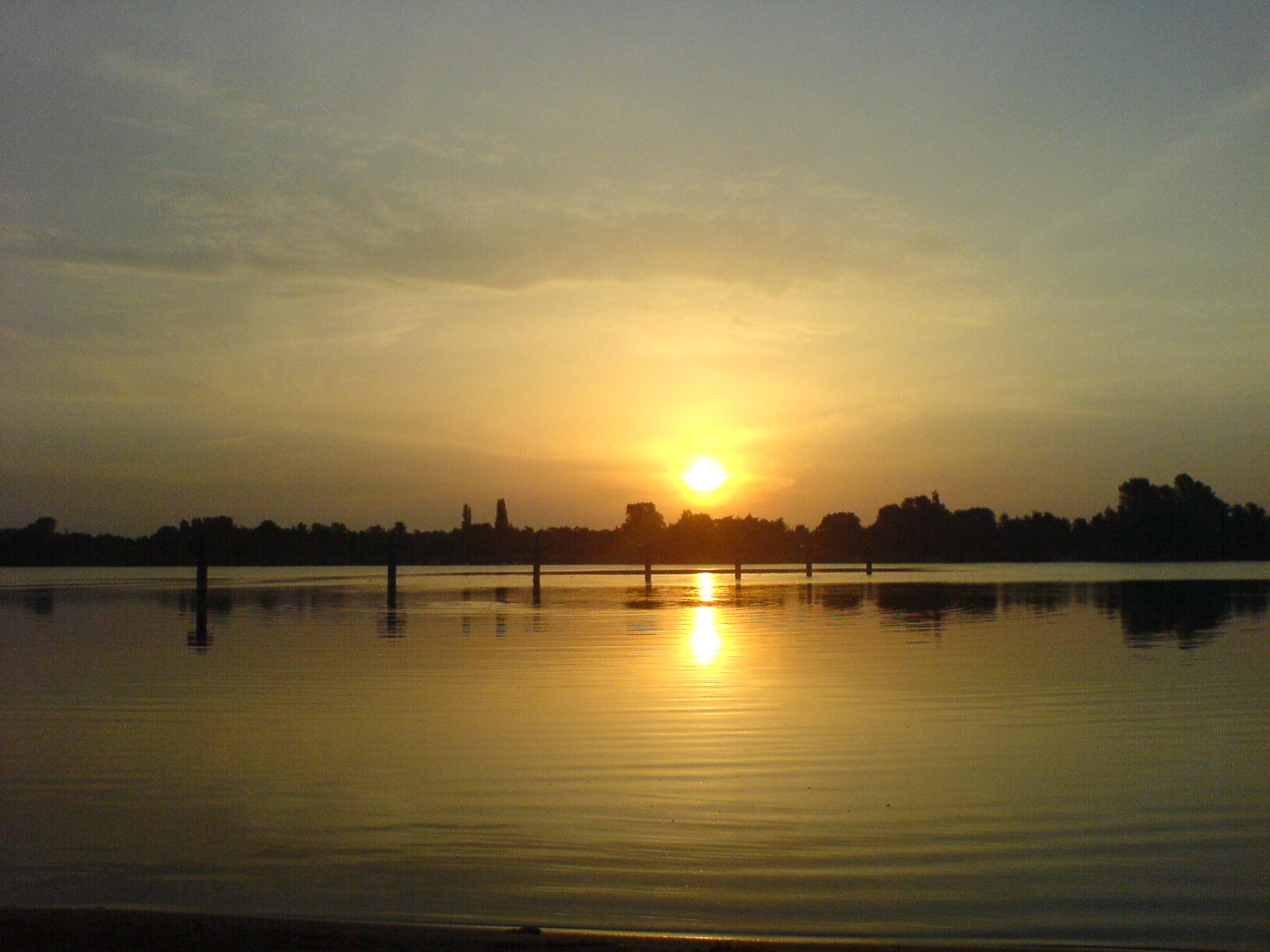
Beetzsee all'alba.